# Оріонові змінні

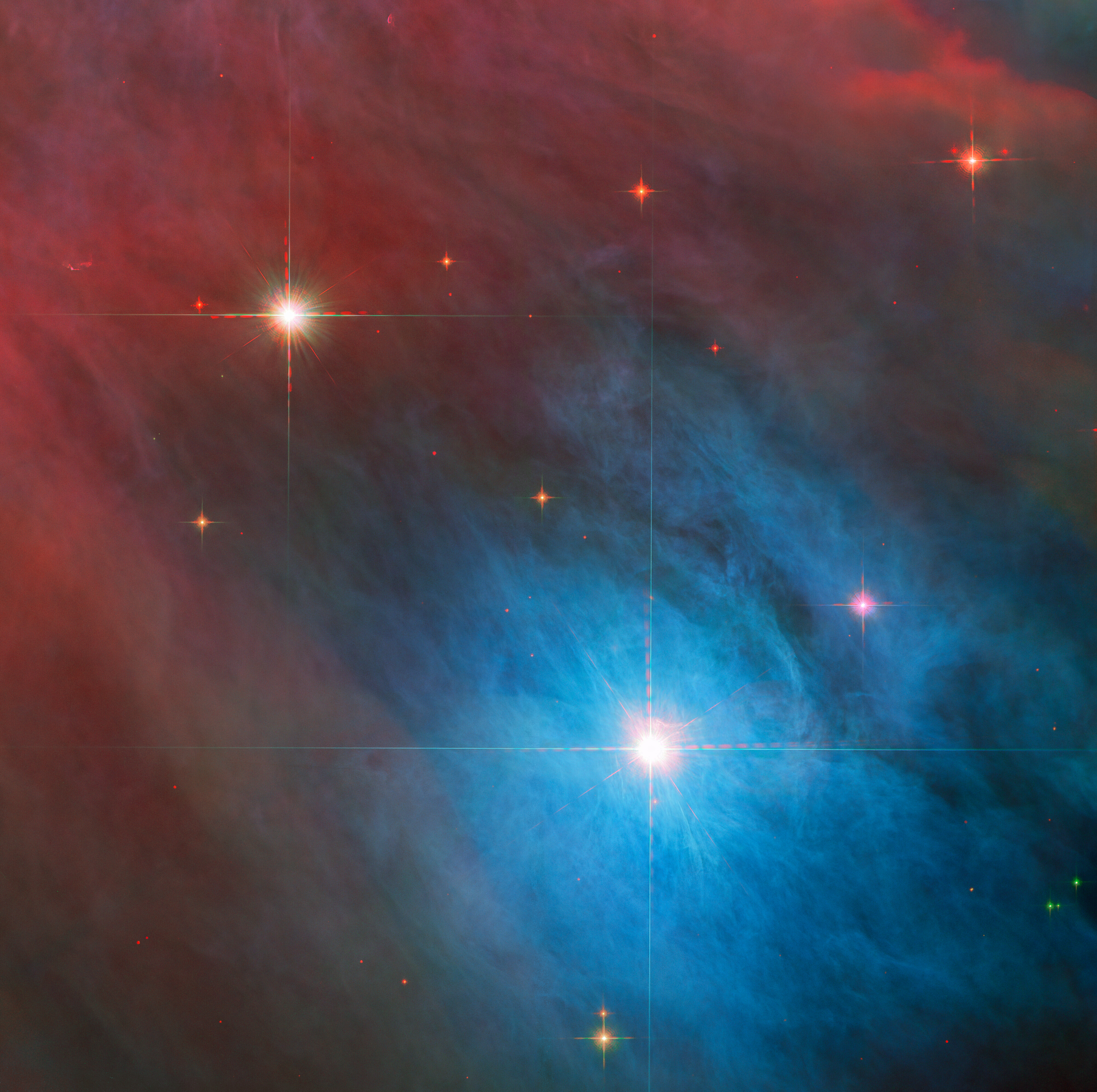
Перемінна зірка Оріона V372, досліджена Габблом

Оріонові змінні — це змінні зорі, які демонструють нерегулярні та вибухові (різкі) зміни в їх світності та типово асоціюються з розсіяними туманностями. Вважається, що вони є молодими зорями, які пізніше стануть правильними, не-змінними зорями на самому початку головної послідовності. Коливання світності можуть досягати декількох зоряних величин.
Зорі типу T Тельця є оріоновими змінними, які в своєму зоряному спектрі мають характерні флюоресцентні фіолетові лінії емісії від одиночно іонізованого заліза (FeII), а також лінії емісії літія, металу, який як правило знищується при ядерному синтезі зірок.
Фуори або «змінні типу FU Оріона», є оріоновими змінними, світність яких швидко зростає на 5-6 зоряних величин, потім знижується на одну зоряну величину і залишається в такому стані багато десятиліть. Їх прототипом є FU Оріона. Інші приклади — змінні зорі V1057 та V1515 Лебедя.
У цьому неоднорідному класі зірок, деякі оріонові змінні можуть демонструвати невелику періодичну амплітуду коливань світності (до 1 зоряної величини), деякі — раптове значне зниження світності, а деякі демонструють спектральні характеристики, які вказують на падіння матерії на зорю (зорі YY Оріона). Ці характеристики зустрічаються в оріонових змінних як поодинці, які і разом.
Раніше термін "Оріонові змінні" був корисним для акумулювання таких нерегулярних змінних, але з розвитком спостережень він поступово виходить з використання у астрономічній спільноті, однак з історичних причин Загальний каталог змінних зір все ще його використовує. Астрономи ж використовують більш спеціалізовані терміни, які стосуються конкретних фізичних відмінностей серед різноманіття молодих змінних зірок, наприклад "класичні зірки типу Т Тельця" чи "зірки типу UX Оріона"[джерело?].